# Un poco de amor
«Un poco de amor» es una canción interpretada por la cantante y compositora colombiana Shakira, incluida originalmente en su álbum debut, Pies descalzos (1995). Fue lanzada a mediados de 1996 como el cuarto sencillo del álbum.

## Información de la canción
En la canción, se dice que Shakira espera a alguien que la ame, ya que en aquel momento no tenía a nadie junto a ella. La canción, al margen de que no fue un éxito masivo como Estoy aquí también fue introducida en su álbum recopilatorio de sus canciones más exitosas en español llamado Grandes Éxitos y en Colección de Oro.
Fue la primera canción de Shakira en incluir estrofas en idioma inglés, interpretadas por el cantante de reggae de la isla de Providencia en Colombia, Howard Glasford. Curiosamente, Glasford no aparece acreditado en la canción, aunque sí aparece en el vídeo oficial.
Hay también una versión portuguesa de esta canción, llamada '"Um Pouco de Amor".

## Versiones
- «Un Poco De Amor» (Álbum Versión) 4:05
- «Um Pouco De Amor» (Versión Portuguesa) 4:05
- «Un Poco De Amor» (Memê's Dancehall Posse Instrumental) 4:48
- «Un Poco De Amor» (Memê's Dancehall Posse Mix) 4:48
- «Un Poco De Amor» (Memê's Jazz Experience) 4:48
- «Un Poco De Amor» (The Extended Dancehall 12") 5:48

## Video musical
El video para este sencillo es muy étnico y colorido. Dirigido por el argentino Gustavo Garzón (director de varios videos de Shakira en sus comienzos), muestra a distintas personas de varias razas cantando y bailando, alternándose con imágenes de Shakira y Glasford, juntos y separados interpretando la canción.

## Posiciones
| Brasil         | Billboard Brasil          | 1 |
| Colombia       | Colombia Singles Charts   | 1 |
| Estados Unidos | Billboard Latin Pop Songs | 9 |
| México         | Monitor Latino            | 6 |
| Panamá         | Panamá Singles Chart      | 1 |
| Venezuela      | Venezuela Top 100         | 4 |
| Costa Rica     | Costa Rica Singles Chart  | 1 |